# Camboulit
Camboulit is een gemeente in het Franse departement Lot (regio Occitanie) en telt 235 inwoners (2004). De plaats maakt deel uit van het arrondissement Figeac.

## Geografie
De oppervlakte van Camboulit bedraagt 5,1 km², de bevolkingsdichtheid is 46,1 inwoners per km².
De onderstaande kaart toont de ligging van Camboulit met de belangrijkste infrastructuur en aangrenzende gemeenten.

## Demografie
Onderstaande figuur toont het verloop van het inwonertal (bron: INSEE-tellingen).